# Scherpenzeel
Scherpenzeel là một đô thị ở phía đông Hà Lan.

## Nhà Scherpenzeel (tòa thị chính)
Scherpenzeel House (Huis Scherpenzeel trong tiếng Hà Lan) nằm ở số 3 3 Burgemeester Royaardslaan) bắt đầu vào thế kỷ 14 là một ngôi nhà tháp. Trong nhiều thế kỷ qua, tòa nhà này đã được mở rộng. Trong giai đoạn 1857–1858, tòa nhà đã có dạng kiến trúc Tân Gothic, do S.A. van Lunteren thiết kế, ông cũng là người thiết kế công viên xung quanh. Hiện đây là tòa thị chính until 2003. Currently there is only the possibility of holding a marriage-ceremony.

## Liên kết
- Trang mạng chính thức
- Bàn đồ Lưu trữ ngày 30 tháng 9 năm 2007 tại Wayback Machine